# Bunuri mobile din domeniul arheologie clasate în patrimoniul cultural național al României aflate în Statele Unite Ale Americii
Acestă listă conține bunurile mobile din domeniul arheologie clasate în Patrimoniul cultural național al României aflate la momentul clasării în Statele Unite Ale Americii.

## Tezaur
| Foto | Informații generale   | Detalii tehnice                                                                          | Descriere | Deținător                                        | Legături |
| ---- | --------------------- | ---------------------------------------------------------------------------------------- | --- | ------------------------------------------------ | -------- |
|      | Tors Aphrodita Pontia | Datare: mij. sec. III - mij. sec II î.Hr. Școală: artizanal Material: marmură, sculptare | Tors de Aphrodita, puternic contra-posto, himationul acoperă picioarele și urcă spre brațul stâng, căzând în falduri de sub axilă. Piciorul stâng avansat sau întreaga statuie se sprijinea, probabil, pe un element (delfin) sau pe un suport lateral. Detaliile anatomice sunt foarte nuanțate, modelarea foarte sensibilă, reliefând corect mișcarea mușchilor. | Colecții particulare, Statele Unite Ale Americii | Cimec    |